# Babila
Babila est une sous-préfecture de la Guinée, qui relève de la préfecture de Kouroussa dans la région de Kankan. 

## Population
En 2016, le nombre d'habitants est estimé à 16 893, à partir d'une extrapolation officielle du recensement de 2014 qui en avait dénombré 15 795.